# Uzi (rappeur)
Ne doit pas être confondu avec DA Uzi
Pour les articles homonymes, voir Uzi (homonymie).
Uzi, nom de scène de Marvin Bundu, est un rappeur et chanteur français, né le 8 septembre 1999 à Fontainebleau en Seine-et-Marne.

## Biographie

### Enfance et débuts
D'origine congolaise, Uzi naît le 8 septembre 1999 à Fontainebleau en Seine-et-Marne. Il grandit à la Ferme du Buisson à Noisiel, en Seine-et-Marne.
Uzi commence à rapper à l'âge de 16 ans, avec sa série de freestyles « Drive By » qui sera supprimée par la suite de sa chaîne YouTube car selon lui, cette série de freestyles n'avait pas été assez travaillée. Puis, en 2016, une nouvelle série de freestyles intitulée « Akrapovitch » est publiée sur la chaîne de Daymolition avant d'être repris sur sa chaîne.

### Carrière

#### Révélation au grand public et premier album:Cœur abîmé(2020-2021)
Après avoir signé chez Capitol et avoir dévoilé tour à tour les clip des titres T-Max Noir, Akpro 5 où on peut y voir les rappeurs RK et Ninho Téco et Matiti le 26 juin 2020, le 26 juin 2020, il publie À la fête. Un jour après sa sortie, la chanson À la fête se hisse à la dixième place du classement français ; elle est certifiée single d'or en mois de septembre de la même année – depuis certifiée single de diamant.
Après avoir sorti plusieurs singles, le 21 janvier 2021, il dévoile le titre Cœur abimé et annonce le même jour son tout premier album studio également intitulé Cœur abimé pour le 19 février 2021. Cœur abimé s'écoule à 6737 ventes durant sa première semaine d'exploitation. Ce premier album est certifié disque d'or en juin 2022, soit un an et trois mois après sa sortie.

#### Meilleur qu'hier(2022-)
Le 28 janvier 2022, Uzi dévoile Rotterdam, en featuring avec Oboy, premier extrait de son futur album, suivi du second extrait T'abuses, en featuring avec Timal et ISK, publié en mars 2022. Puis, le 8 juin 2022, il annonce la sortie du single Barksdale sur toutes les plateformes de streaming et annonce également la sortie de son deuxième album studio Meilleur qu'hier pour le 24 juin 2022, ainsi que les collaborations présentes sur son projet : Booba, Timal, Oboy, Soolking, ISK et Lynda. Durant sa première semaine d'exploitation, Meilleur qu'hier s'écoule à 3 600 exemplaires vendus.

## Affaire judiciaire
En mai 2021, Uzi est condamné à 4 mois de prison pour détention de stupéfiants et de munitions de catégorie B.

## Discographie

### Singles
- 2018 : Hima
- 2019 : T-Max Noir
- 2020 : Akrapovitch 5
- 2020 : Téco
- 2020 : Matiti
- 2020 : À la fête  Diamant[13]
- 2020 : À l'aise
- 2020 : Violet (feat. RK)
- 2020 : En mouvement (feat. Lamatrix)
- 2021 : Intro
- 2021 : Cœur abimé  Platine[20]
- 2021 : Bella
- 2021 : Akrapovitch 6
- 2021 : Stone Island
- 2022 : Rotterdam
- 2022 : T'abuses (feat. Timal, ISK)
- 2022 : Barksdale
- 2023 : Akrapo 7  Platine
- 2024 : Panama (feat. SDM)  Platine
- 2024 : Gars du zoo  Platine
- 2024 : 50G (feat. JKSN)  Platine

### Apparitions
- 2024 : Zola, ISK, Pit Baccardi, Cokein, Sofiane, Ashe 22, Uzi, RK, Alkpote, Nahir, Seth Gueko, Demi Portion, Soso Maness, Decimo, Zed, Akhenaton, Kerchak, Mac Tyer, Kore, Relo & Costa - NO PASARÁN (single en collaborations pour la Fondation Abbé Pierre)
- 2025: Tching Tchong de Mauvais djo feat. UZI